# カリヨンの戦い
カリヨンの戦い（仏 Bataille de Fort Carillon、英 Battle of Fort Carillon、または1758年のタイコンデロガの戦い）は、フレンチ・インディアン戦争中の戦闘である。
カリヨン砦（現在のタイコンデロガ砦）から約0.75マイル（1.2キロ）離れた高台で繰り広げられたこの戦いは、将軍ルイ＝ジョゼフ・ド・モンカルムと、フランソワ＝ガストン・ド・レビに率いられた4,000人のフランス軍が、ジェームズ・アバークロンビー率いる、数の上では圧倒的に優勢なイギリス軍に、正面から奇襲を仕掛けられた。また、イギリス軍は、塹壕で囲まれたフランス陣地を大砲を使わずに攻撃した。フレンチ・インディアン戦争の中でも、最も血なまぐさい戦闘であり、戦死傷者は両軍合わせて3,000人を超え、うち2,000人以上がイギリス兵だった。
兵力で相手を上回りながら、この戦闘でイギリス側は手痛い敗北を喫した。アメリカの歴史家であるローレンス・ヘンリー・ギプソンは、アバークロンビーの作戦についてこのように記している。「アメリカ大陸で起こった軍事行動のうちで、これほど指揮官の側に判断ミスが多い戦闘はかつてなかった」 多くの軍事史の研究家が、カリヨンの戦いは、戦術面での軍事的無能の典型例として引き合いに出している。

## 地理

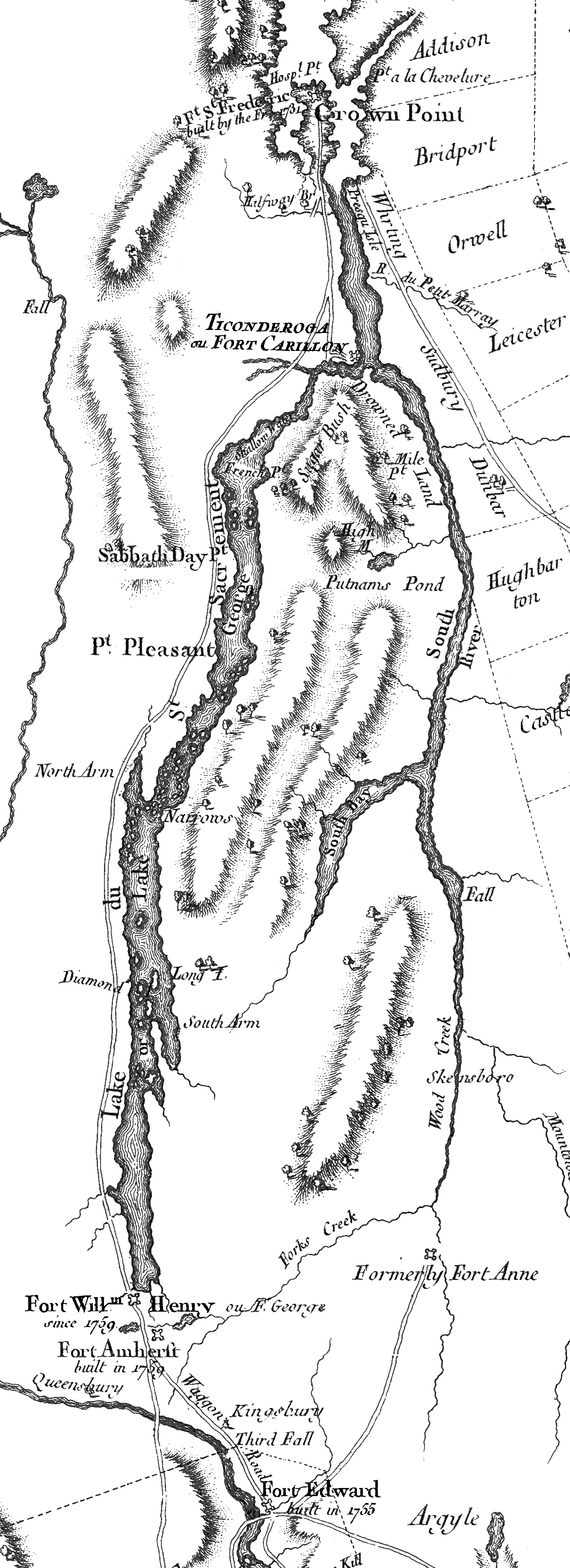
クラウンポイントと、エドワード砦の間の地域を示す1777年の地図。デフィアンス山は「シュガーブッシュ」（ウルシ科の低木）とある。

カリヨン砦の建設は1755年に始まった、ジョージ湖の戦いでフランスが負けた結果を踏まえてのものだった。ジョージ湖の北岸の岬に近い、シャンプラン湖に面した砦で、ラ・シュート川が南下する低い地点に位置していた。この地域にそびえているのは、ラ・シュート川の向こう、湖の向かい側のインディペンデンス山のそばにある「ガラガラヘビの丘」（マウント・デフィアンス）だった。この丘の大砲は、砦に砲撃があった場合も、敵を攻撃できる仕組みになっていた。ラ・シュート川は、船の航行が不可能なため、このカリヨンにある製材所から、ジョージ湖まで伸びる連水経路があった。
カリヨン砦からは、北のサン・フレデリック砦への道が延びていた。西には低く盛り上がった部分があり、その向こうにはホープ山があって、連水陸路の指揮を執る場所となっていた。しかし、この場所からカリヨンに砲火を浴びせるには、距離が離れすぎていた。カリヨン砦周辺で、最も深刻な地理的弱点は、デフィアンス山だった。戦闘当時はガラガラヘビの丘、1770年代にはシュガーブッシュとして知られたこの山は、カリヨン砦の南、ラ・シュート川の反対側にあった。この900フィート（1,448メートル）の丘は急勾配で、樹木が密集しており、砦に砲撃を加えるのにはカムフラージュたりえる場所だった。モンカルムの技監であるニコラ・サレブルス・ド・ポンルロワによれば、カリヨン砦の場所はこうだった。「もし私がこの砦の包囲を任されたら、必要なのは6台の臼砲と2台の大砲だけだろう」

## 北アメリカでの英仏抗争
1758年以前には、フレンチ・インディアン戦争のイギリス軍は連敗状態だった。軍の態勢が目的にほとんど見合っていなかった。1756年から1757年にかけてはフランスの後塵を拝し、ヨーロッパでの七年戦争における不調と足並みを揃えていた。ウィリアム・ピットは、イギリスのすべての軍事力を七年戦争に注ぎ込むように努力した。フランスが強いヨーロッパでは、防御を主張し、その戦略に乗り出した。それとは反対に、フランスが弱い北アメリカでは、ヌーベルフランスを攻撃するべく、3つの戦略的軍事行動を取ることを決意した。ペンシルベニアのデュケーヌ砦の攻略、イル・ロワイヤル（現在のケープ・ブルトン島）のルイブール砦の攻略、そして、将軍アバークロンビーによる、シャンプレン谷を通じての攻撃である。ピットはアバークロンビーでなく、策略にたけて精力的なジョージ・ハウ,第3代ハウ子爵を指揮官として使うつもりだったが、年長であり、しかも政治的配慮から、総体的に知名度のあるアバークロンビーを指揮官に任命した。ハウは副指揮官として加わった。

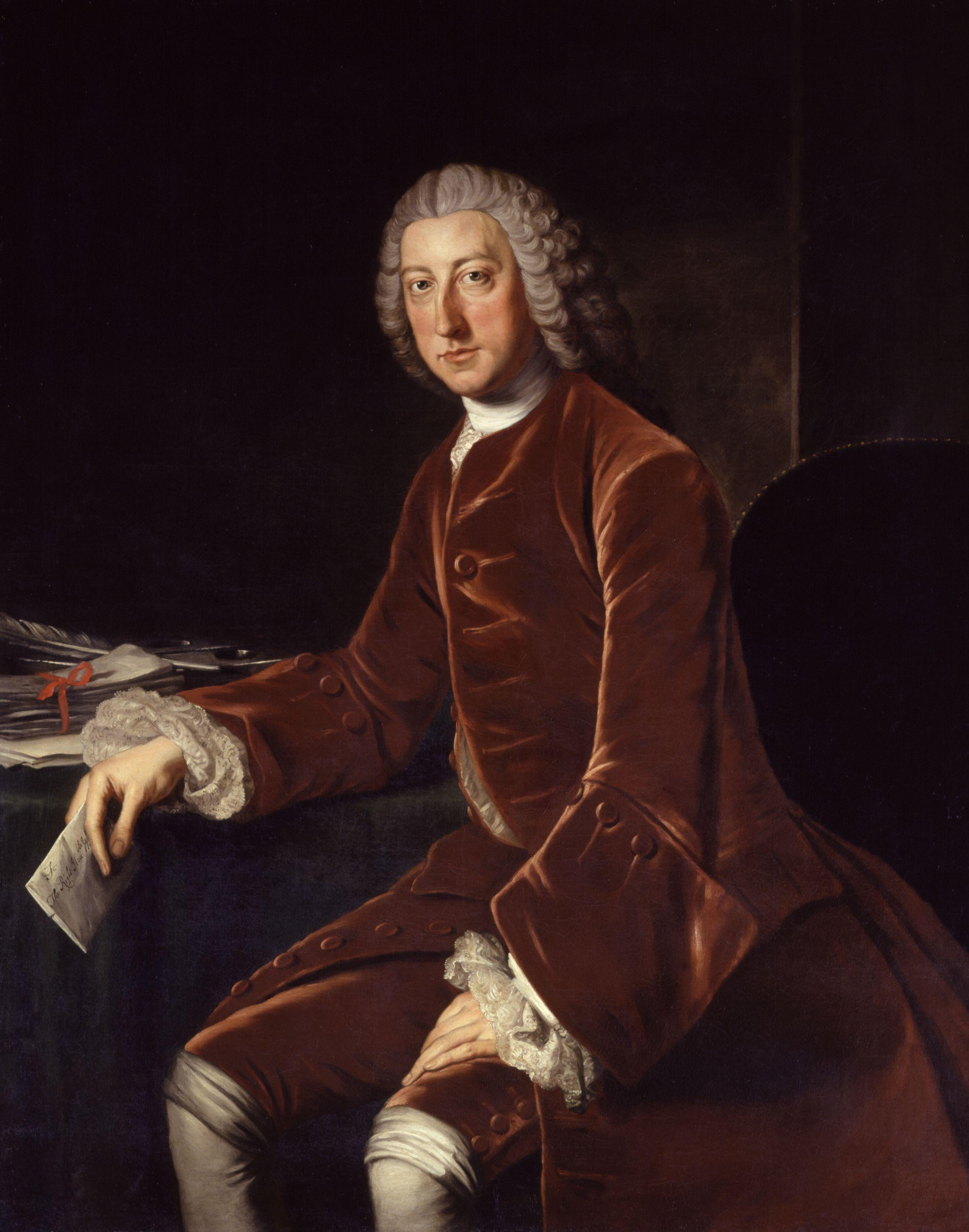
ウィリアム・ピット、右手に書類を持ち、机の上にも書類が積まれている。

フランス軍は、1757年のウィリアム・ヘンリー砦の戦いではここを拠点として成功を収めた。1757年のこの勝利、そして、他の北アメリカの戦いでも勝利したにもかかわらず、翌年にかけて、フランスは絶好調とは言えなかった。この年、北アメリカ駐留フランス軍の、最高責任者であるルイ＝ジョゼフ・ド・モンカルムと、ヌーベルフランス総督のピエール・フランソワ・ド・リゴー（ヴォードルイユ）は、3月になってからやっと、イギリスが大軍を北アメリカに派遣しようと計画していること、フランス国王ルイ15世の支援が、どちらかと言えば少なめであることを知らされた。本国からの支援が少ないのは、イギリス海軍が抑えている大西洋に、フランスが主要戦力を使って作戦に出る覚悟が、さほどにないことを意味していた。また、カナダの農作物の不作が、これにさらに追い打ちをかけた。冬が進むに連れ、食糧の蓄えが乏しくなると言う結果を招いた。
モンカルムとヴォードルイユは、お互いに気が合うわけではなく、イギリス軍への対処の仕方に関しては意見が異なっていた。フランス軍の構成は、5,000人の正規軍におよそ6,000人の民兵、そして人数面で限られた同盟インディアン戦士たちだけだった。対するイギリス軍は5万と言われていた。ボードルイユも、戦闘の経験はあまりなく、カリヨンとルイブールとに、5000人ずつの兵を派遣したがっており、しかるのちに、3,500人の選りすぐった兵を、ニューヨーク植民地北西部のモホーク川で、イギリス軍にぶつけようとしていた。モンカルムは、これは愚かな発想であると思っていた。このやり方では、イギリス軍は、いとも簡単に、防戦に多くの人数を割くに違いない。ヴォードルイユの意見が優勢な中、モンカルムは、1758年の6月、ケベックからカリヨンへと向かった。

### イギリスの戦闘準備
将軍ジェームズ・アバークロンビーの下、イギリス軍はウィリアム・ヘンリー砦の跡地近くに兵を集めた。この砦はジョージ湖の南端にあったのだが、前年のフランス軍による包囲戦の後、破壊されていた。軍は総勢16,000人にも達し、1758年のこの時点では、北アメリカに配置された軍としては最大のものだった。援軍として、ジョン・マレイの、第42歩兵連隊（ハイランド連隊、第一大隊）と第27歩兵連隊、第44歩兵連隊、第46歩兵連隊、第55歩兵連隊から成る6,000人の正規部隊、そして第60歩兵連隊の第一大隊と第四大隊、加えて、ニューイングランドのコネチカット、マサチューセッツ湾、ニューヨーク、ニュージャージー、ロードアイランドの各植民地の民兵がいた。1758年7月5日、これらの部隊は船に乗り込み、翌6日にジョージ湖の北岸に着いた。

### フランスの準備

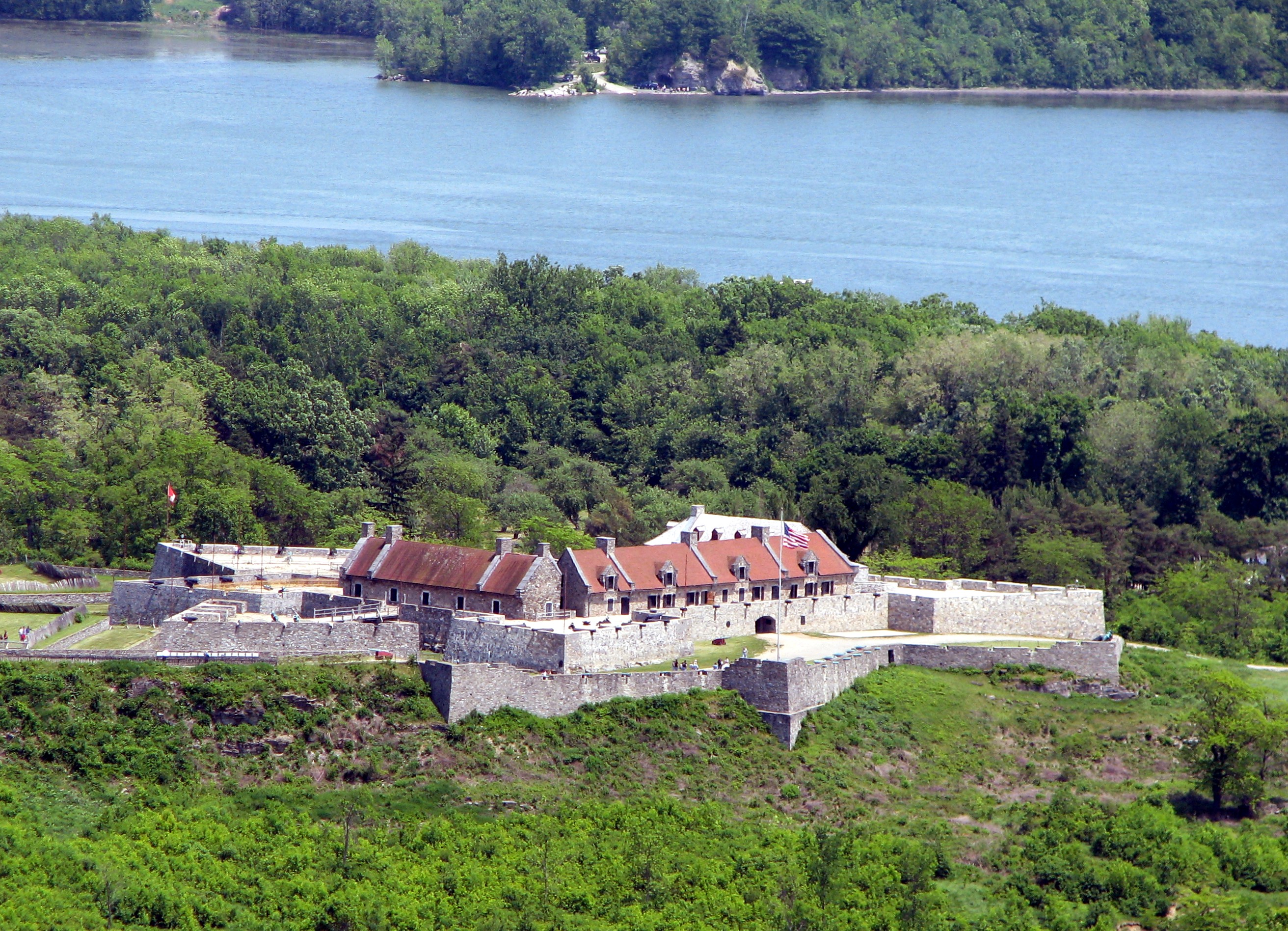
タイコンデロガ（カリヨン）砦

モンカルムの到着前は、カリヨン砦で指揮を執っていたのは大佐のフランソワ＝シャルル・ド・ブールラマクで、6月23日までには、イギリスが大軍を率いて攻撃することを知らされていた。ブールラマクは、6月10日に、ヴォードルイユからアバークロンビーへの手紙（対立する指揮官同士で交わされる儀礼的な挨拶の一環）を伝令に持たせており、その伝令が戻るのを待っていた。実は、その伝令は、イギリス軍の宿営のすぐそばで、恐らくはイギリス軍のスパイ活動をやっていたということで、拘束されていたのだった。ブールラマクは偵察活動を拡大した、また、捕虜のイギリスの斥候から、イギリス軍のおよその兵力を知らされてもいた。
6月30日、モンカルムはカリヨン砦に到着した。そこで見たのは、明らかに兵員不足の駐屯部隊だった。3,500人の兵しかおらず、食糧はわずか9日分しかなかった。ブールラマクはモンカルムに、イギリス軍は2万人かそれ以上が、ウィリアム・ヘンリー砦の跡地近くに集結していると伝えていた。モンカルムは、大勢のイギリス軍に、自らと、地理的な弱点があるカリヨンとが直面するにあたって、恐らく、砦に接近してくるであろう敵に対する防御の戦略を取った。モンカルムは即座に、ブールラマクと3つの大隊を派遣して、砦から6マイル（9.7キロ）のところにあるジョージ湖の北岸から、連水経路を横切り、2マイル（3.2キロ）に渡って流れている川の守りを固めさせた。そして自身は、2つの大隊を率いて、製材所のところの先発隊の野営地をやはり占領し、防御を固めた。それ以外の兵たちは、カリヨン砦に残って、砦の外のさらなる防御の準備をしていた。モンカルムはまた、この状況をモントリオールに伝え、もし可能であるのなら、レビとその兵を、補強要員としてよこしてほしいと頼んだ。このレビの軍は、ヴォードルイユが、西の守りとして任務に就かせる予定の軍だった。レビはまだ西へと発っておらず、ヴォードルイユは、彼と400人の部隊に、西ではなくカリヨンへ向かうよう命じた。彼らがモントリオールを発ったのは7月2日だった。
7月5日にブールラマクが返事を受け取った時、イギリス軍は次第に近づきつつあった。彼は大尉のトレペゼと350人の部隊に艦隊を監視させ、可能であれば上陸を阻止するように命じた。この時のイギリス艦隊の規模については、「ジョージ湖の湖面を覆ってしまうほどの大きさ」といわれていた。モンカルムはブールラマクに退却するように命じた。ブールラマクは、防御の布陣はこれで十分だと思っており、モンカルムから3度退却するように言われて、初めて兵を退けた。モンカルムは、行動範囲に関して熟知しておらず、すべての兵にカリヨン砦に戻るよう何度も繰り返し、連水陸路の2つの橋を破壊した。この退却により、トレペゼの軍が、本隊から孤立した状態になった。しかもトレペゼには分が悪いことに、インディアンの斥候がイギリスの艦隊の大きさを恐れて、彼を捨てて逃げたのである。
7月6日の夕暮れ時、フランス軍は砦の北西訳0.75マイル（1.2キロ）の高台に塹壕を掘りはじめた。この高台は砦への道が通じていた。7月7日、塹壕の下に、かなりの長さに渡って逆茂木（敵の侵入を防ぐために、とげのある枝を束ねて作った柵）が取り付けられた。その日の終わりに、塹壕の上に胸壁が取り付けられた。これらの急ごしらえの防御は、小銃の射撃には役立つが、イギリス軍が大砲で射撃をした場合には、何の効果もないであろうと思われた。

### イギリス軍の上陸

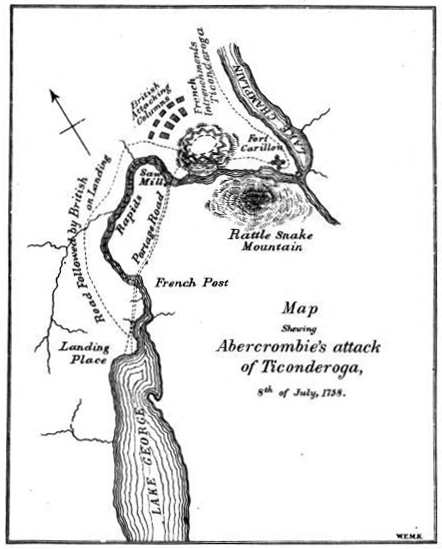
イギリス軍が行軍したであろうと思われる進路

7月6日の朝、イギリス陸軍は、ジョージ湖の北岸に上陸を始めた。フランス軍の反撃はなく、アバークロンビーは最初に下りて、先発部隊に兵たちが上陸すべき一帯を調べさせ、最近、敵軍が持ち場を離れたことを知った。早急に退却したため、フランス軍の物資や兵器が置き去りにされていた。軍の大半が上陸し、縦隊に整列して、ベルニッツ川の西側の、ジョージ湖とシャンプラン湖がつながる地点を目指した。連水経路よりもそちらを選んだのは、橋がフランス軍に破壊されていたからだった。しかし、森の中がかなり入り組んでいるため、行軍は混乱し始めた。
ベルニッツ川がラ・シュート川と合流する場所の近くで、フランスの陣地へ戻ろうとしていたトレペゼと部隊が、フィネアス・ライマン率いるコネチカット連隊と出くわし、森の中で小競り合いが起きた。その近くにハウの隊もいたため、ハウは隊をそちらに連れて行った。彼らが小競り合いの場に近づいたところで、将軍ハウに砲弾が命中し、彼は即死した。また、マサチューセッツ湾植民地の兵もこの場に連れて来られ、フランスの哨兵の背中を切りつけた。捨て鉢な戦いで、トレペゼの兵約150人が死に、他の150人が捕虜となり、彼らを含む50人が、ラ・シュート川を泳いで逃れた。この時の傷がもとで、トレペゼは翌日死んだ。
イギリスの戦死傷者は少なく、戦死10人、負傷者6人だったが、通り抜けるのが困難な森にいら立ち、ハウの死に士気を落とし、そして夜を徹しての航行に疲れ、森の中で野営をした後、翌朝上陸地点に戻った。

### イギリスの誤算

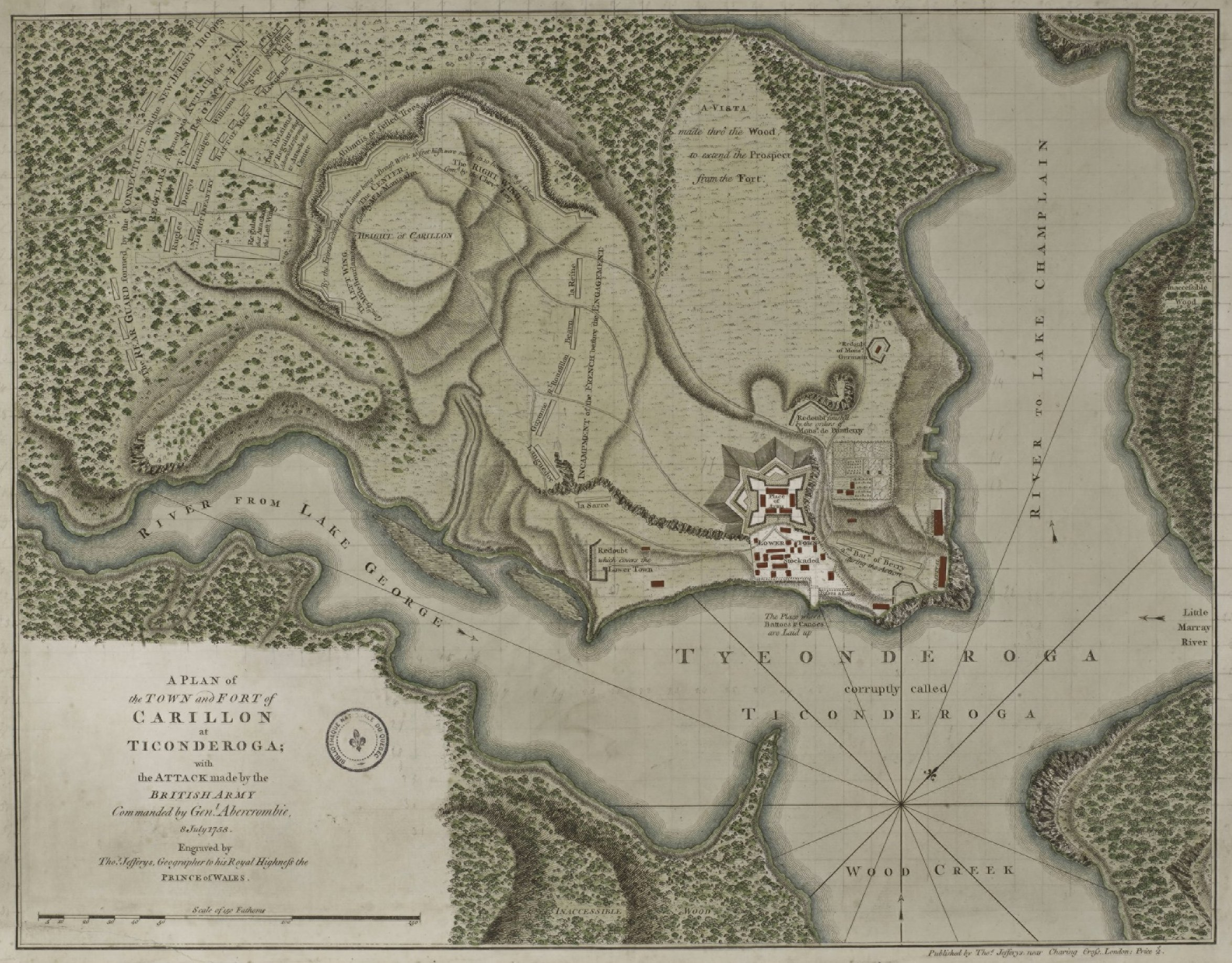
カリヨン砦の布陣を描いた図

7月7日、アバークロンビーは、中佐のジョン･ブラッドストリートと、かなりの大きさの兵力とを連水陸路の下り坂に送り込んだ。ブールラマクが野営を張っていた最初の十字路で、ブラッドストリート軍は橋を修復し、製材所のある十字路まで進んでから、そこに野営を張った。斥候と捕虜とが、アバークロンビーに、モンカルムの兵力は6,000人であること、そして、レビが3,000人の補強人員を連れて来るのを待っていることを伝えた。アバークロンビーは、工兵隊の大佐であるマシュー･クラークと、側近の一人であるジェームズ･アバークロンビー（将軍のアバークロンビーと、この側近とが血縁関係だったかどうかは不明）に命じて、フランスの防御を偵察するように命じた。ガラガラヘビの丘に登った後、クラークとアバークロンビーは、フランスの陣地には不備があることを伝え、こうも言った。「簡単に奪い取れます、大砲さえ必要ありません」 彼らは、フランス軍が、藪や森を利用して、防御のための工事をあちこちで行っているのに気づいていなかった。フランスは、実のところ、広範囲にわたり防御は完璧だったのだ。クラークはまた、ガラガラヘビの丘の頂上と麓とに、砦を作るようアバークロンビーに勧めていた。アバークロンビーは、翌朝にフランスに攻撃を仕掛けるべきであると決意した。その前に、レビと、恐らく3000人から成る軍が到着しないことを願っていた。しかしレビは、7月7日の夜、カリヨンに到着した。彼が率いていたのは、400人の正規兵だった。
その夜アバークロンビーは作戦会議を開いた。彼が部下に示した選択肢は限られたもので、攻撃の際の編成を、横3列か横4列かのいずれかにするかということだった。会議の出席者たちは3列を採択した。アバークロンビーの計画では、ガラガラヘビの丘頂上の砦建設は省略された。加えて、正面からの奇襲作戦を果たすべく、ラ･シュート川を漂っていた、4台の6ポンド砲と1台の臼砲を、20隻のバトーに乗った部隊が運んで、ガラガラヘビの丘の基地に据えた。
7月8日の早朝、クラークはもう一度、ガラガラヘビの丘の基地へ行って、フランスの防御を監視しようとした。彼の報告では、奇襲すればフランスの陣形など崩れると、未だに思っているかのようだった。

## 戦闘

### 両軍の陣形

英仏両軍の陣形

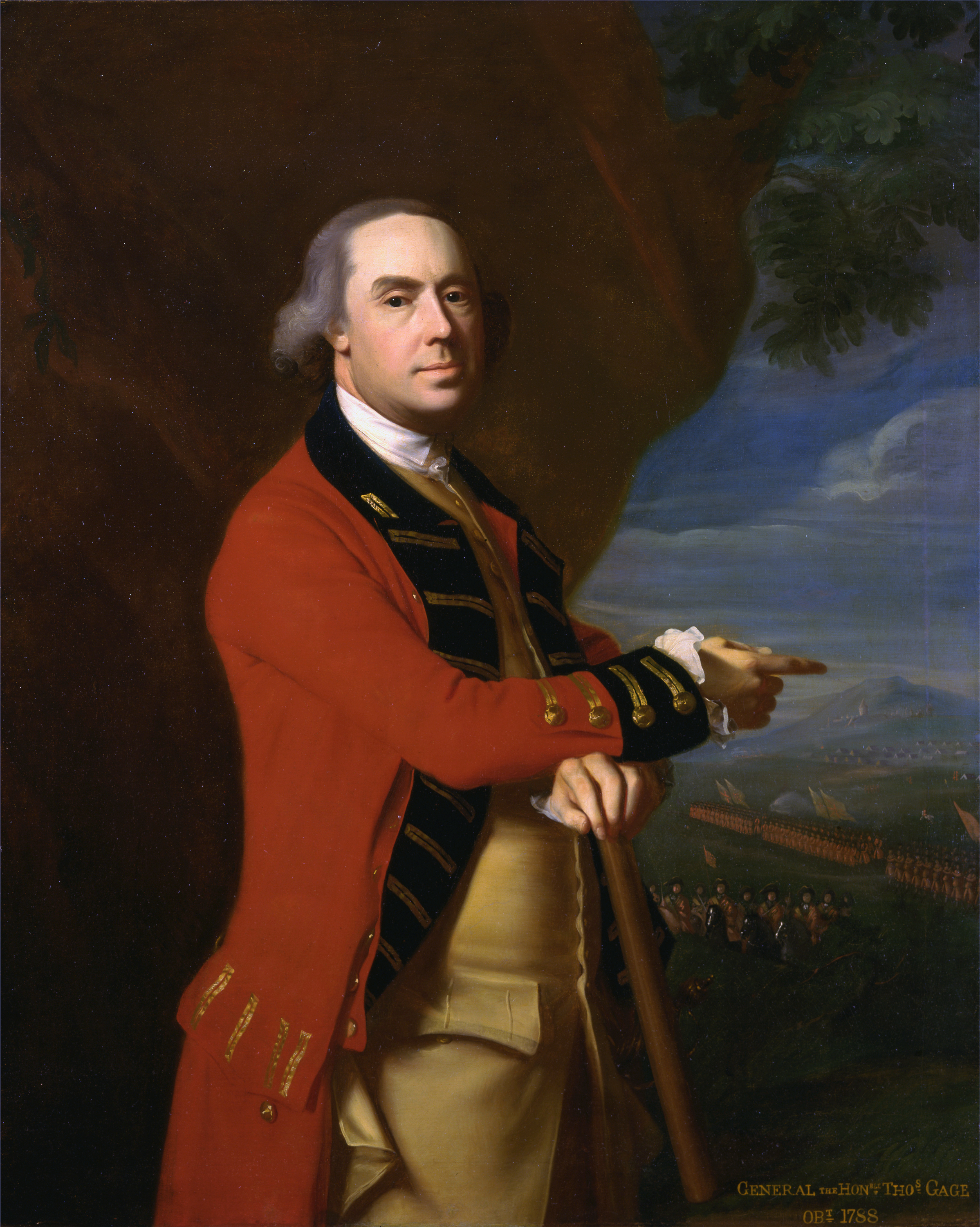
トマス・ゲイジ

7月8日の朝、戦いが始まった。ロジャーズ･レンジャーズと、大佐のトマス・ゲイジの第80軽歩兵連隊が、砦に留まっていた数人のフランスの斥候を、塹壕の陰に追い詰めた。この軽歩兵隊の後ろには、ニューヨークとマサチューセッツ湾の植民地兵が控えており、3列縦隊での攻撃のため、正規兵が植民地兵の間を進んで行った。右翼の第27隊と第60隊は、第27隊の指揮官である中佐のウィリアム･ハヴィランドの指揮下にあり、中央の第44隊と第55隊の指揮を執るのは、中佐のジョン･ドナルドソン、そして左翼の第42隊と第46隊は、第42隊の中佐フランシス･グラントのもとにあった。それぞれの縦列の先導は連隊の軽歩兵中隊で、予備にコネチカットとニュージャージーの植民地兵が控えていた。
モンカルムはフランス軍を3つの旅団と予備とに分けた。彼は、塹壕に沿った部分の中央でロワイヤル･ルーション連隊とベリー連隊の指揮を執り、レビは右翼でベアルヌ連隊とギュイエンヌ連隊、そしてラ・レーヌ連隊の指揮を執った。そしてブールラマクは左翼で、ラ・サル連隊と、ラ・サル連隊の指揮を執った。それぞれの隊が塹壕からざっと100ヤード（91メートル）の距離で防御についていた。砦の大砲が、塹壕の側面を守っていたが、右翼の方は不完全だった。左翼とラ･シュート川の間の低い土地は、民兵と海兵隊とが守っていた。彼らもまた、カリヨン防御のために逆茂木を作ったのだった。予備軍は、カリヨン砦の中か、砦とホープ山の間にいた。それぞれの隊にも予備軍が散らばっており、必要な時には援軍に行く構えだった。

### フランスの勝利

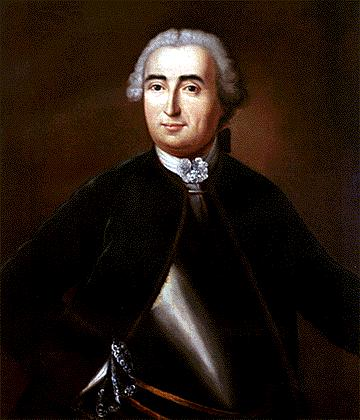
フランス軍のルイ＝ジョゼフ・ド・モンカルム将軍。黒っぽい服装に胸当てという格好である。

アバークロンビーは午後1時に戦闘が始まると予想しており、12時半までにニューヨーク連隊の部隊を、交戦に向けて配置していた。その時ハヴィランドは、敵が攻めて来る音に気付き、また、フランスの陣形が前に出ているのが分かった。そのためハヴィランドは兵に出撃を命じた、すべての正規兵がまだ配置についていなかったにもかかわらず、そして、アバークロンビーが、出撃命令を下していないにもかかわらず、整然と、秩序だったと言うよりは、むしろちびちびと前進を続けてフランス陣に入り、戦闘に臨んだ。イギリス軍正規兵の中隊が前に出て、命令通りに陣形を作り、そして前進した。右翼の縦隊はいちばん短距離で移動できたため、最初に攻撃を仕掛け、中央、左翼と援軍に回った。第42隊は、始めのうちは予備に回っていたが、戦闘への参加を強く要請し、合流した。
フランスはその陣地からして、イギリス軍が前進するにつれ、砲撃でひるませることが可能であり、逆茂木はてきめんに流血の場と化した。午後2時頃には、イギリス側の一次攻撃は、明らかに失敗していた。モンカルムは軍服の上着を脱いで、兵の間を回り、彼らに檄を飛ばして、やるべきことをすべてやっていると確認させた 。アバークロンビーは、フランシス･パークマンやトマス･マンテのような歴史家が伝えるところでは、戦場からかなり離れた製材所のところにいた。側近の方のアバークロンビーが伝えるところによると、戦闘が始まってしばらくの後、フランスの陣形の前に接近したとのことだが 戦闘が行われている時間の大部分を、ラ・シュート川のそば、戦列の最後尾の近くで過ごした。最初の攻撃が失敗したその後で、アバークロンビーが次の攻撃にこだわったのがなぜなのか、それは定かでない。彼の弁護をさせてもらうと、アバークロンビーはクラークの判断頼りだった、クラークの言うことならたやすく受け入れられたのだ。しかし一次攻撃の失敗により、これは誤っていたことが証明された。
2時近くになって、イギリス軍はラ･シュート川に流していた大砲をはしけで運び、計画とは逆に、ラ･シュート川の島と川岸の間の水路へ下った。このため、彼らはフランス軍左翼と、砦の一部の大砲との射程に入ってしまった。砦の南西の稜堡の大砲から砲弾が発射され、2隻のはしけが沈められ、他の船は大急ぎで引き返した。
アバークロンビーは予備待機のコネチカットとニュージャージーの植民地軍に、午後2時頃に戦闘に参加するように命じたが、2時半までには、攻撃の失敗が明らかになった。そこでアバークロンビーは、部隊を呼び戻したが、肝心な番号の部隊、特にイギリス軍左翼の第42と第46の連隊が、攻撃にこだわっていた。午後5時頃、第42隊は自暴自棄になって前進し、フランスの砦の基点までたどり着くことはできた。それから彼らは実際に胸堡をよじ登り始めた、しかしそこには銃剣を持った兵が待ち構えていた。あるイギリス軍の立会人はこう記している。「我が軍の行動は拙速に過ぎた」またもう一人の立会人によれば、兵たちは「草のようになぎ倒された」 夜になるまで攻防が続き、多くの兵が、戦場の背後に作られた胸堡の陰に退却した。
ついに、アバークロンビーは、戦況が大惨事の域に達したことを悟り、各部隊に、兵を集めてジョージ湖の上陸地点に戻るよう命令した。暗い森の中を退却する中で、兵たちは恐れおののき、混乱した。しかも彼らの間で、フランスが攻撃を仕掛けて来るという噂が渦巻いていた。翌日の明け方、イギリス軍はジョージ湖を船で移動し、日暮れ頃に南岸の基地に着いた。一部の兵士たちが、この退却を屈辱的ととらえているのが、誰の目にも明らかだった。中佐のアートマス･ウォードはこう書き残している、兵たちは「恥ずべき退却をした」。

### イギリスの敗戦
モンカルムは、イギリス軍の反撃を懸念しており、また、長い一日を戦った部隊の疲れも心配であったため、何樽ものビールとワインを前線に持ち込んだ。兵たちは、その夜は、睡眠と、新たな攻撃への不安とがないまぜになっていた。
この戦闘の知らせは、ルイブール陥落の知らせの直後にイギリスに届き、ルイブールを落とした祝勝気分を削ぐものとなった。1758年のイギリス軍の勝利は、本国にすべてが届いたのは年も押し詰まってからで、ピットが、ヌーベルフランス攻略の主要段階である、フロンテナック砦やデュケーヌ砦の陥落を知ったのもこの頃であった。もしカリヨンが1758年に陥落すれば、ヌーベルフランスは1758年または1759年には、イギリスのものになるはずだった。この時カリヨンが守られたため、モントリオール（最後のフランスの抵抗の拠点であった）の降伏は、ルイブール陥落の指揮官であったジェフリー･アマーストによるオスウェーゴ砦の戦い、ケベック攻略、そして1759年のタイコンデロガの戦い（カリヨンは、後に、アマーストによりタイコンデロガと改名された）を経て、1760年となったのである。

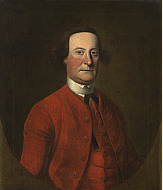
ジョン･ブラッドストリート

アバークロンビーが軍を率いたのは、この時が最初で最後だった。ジョージ湖ではやる気を見せていたものの、7月13日に決定した、ジョン･ブラッドストリート指揮のフロンテナック砦の戦いではわずかな支援しかせず、ブラッドストリートは7月23日に3.000人の兵とともに出発した。そしてアバークロンビーは、その後の戦闘には、兵員不足を強調し、支援を拒否した。8月、首相のウィリアム･ピットは、陸軍の軍事戦略を練っていたが、カリヨンでの敗退の知らせを受け取り、9月18日にアバークロンビーに手紙を送った。「国王陛下は、適切な判断をくだされた。貴官は帰国されるべきである」 アバークロンビーはその後も昇進を続け、1772年に陸軍大将にまで上り詰めた。
イギリス軍と同盟を結んだインディアンたちが、軍の総崩れをじかに目撃したことで、その後の彼らとの関係がややこしくなったインディアンたちの間で、イギリス軍大敗の知らせが広がり、その後の戦闘で、インディアン戦士を募集する際、軍関係者の力が、より大きく問われることになったのである。

### 戦死傷者
カリヨンの戦いは、フレンチ・インディアン戦争の中でも、最も戦死傷者が多く、その数は3,000人以上に達した。フランスの死傷者は、普通に考えても少ないほうで、主な戦闘では戦死104人、負傷273人、7月6日の、トレペゼ隊の実質的な離脱者を入れても550人で、フランス軍の13パーセントである、パーセンテージで言えば、イギリス軍とあまり変わらない。（歴史家のルネ・チャートランドによれば、イギリス軍の戦死傷者は、全軍の11.5から15パーセント）
アバークロンビーは、戦死者547人、負傷者1,356人、行方不明77人と報告したが、レビの報告によれば、フランス軍はイギリス軍の800人の兵の遺体を回収したとなっていた。アバークロンビーが、実際の戦死者数を過少報告しているのではないかと、レビが暗示したわけである。チャートランドは、イギリス軍の戦死者、または戦傷死者は主な戦闘でおよそ1,000人、負傷者は1,500人と見積もっている。7月6日の小競り合いでは、イギリス軍は約100人が戦死もしくは負傷し、将軍ハウもこの時に死んだ。

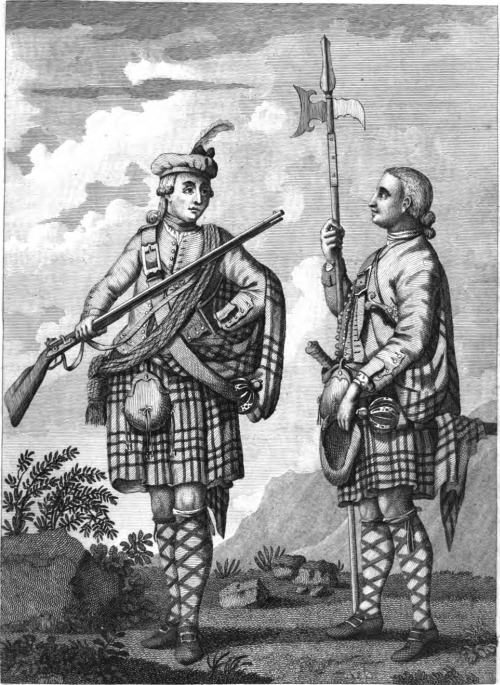
ブラックウォッチの兵。キルトと、アーガイルチェックの膝丈の靴下をはいている。一人は銃剣、一人は矛槍を持ち、剣を携えているように見える。

ブラックウォッチとして知られる第42歩兵連隊は、この戦闘でかなりの犠牲者と負傷者を出した。イギリス軍が発表した、300人以上（うち8人は士官）の戦死者、そしてほぼ同数の負傷者で中でも、ブラックウォッチの比率の大きさが表されていた。国王ジョージ3世は、1758年7月の末に、この部隊の、戦闘初期における勇敢さをたたえて「王立」の称号を与え、並々ならぬ勇猛さに対する国王の喜び、称賛、忠誠、そして高地連隊の模範たる指揮への証として、もう一つの大隊をこの連隊に加えた。しかしながら国王は、この戦闘で連隊の戦力がほぼ半分になったことは知らなかった。
ブラックウォッチの少佐であるダンカン・キャンベルの死に関して、このような伝説が、長きにわたり広まったことがある。1742年、キャンベルの亡くなった兄弟の幽霊が夢に出て来て、タイコンデロガで再会しようと約束した。タイコンデロガという地名を、キャンベルは聞いたことがなかった。そのキャンベルはこの戦闘中、受けた傷がもとで死んだ。
両軍に同盟して戦闘に参加したインディアンたちにも死傷者数が出たはずであるが、こちらの戦死者数は記録されていない。

## 分析
両軍の指揮官がとった行動は、広範囲にわたり分析されている。モンカルムは、戦術の選択に幾つか誤りがあり、カリヨンでの防御準備に関しては広く疑問視されるものの、戦闘中はうまく立ち回った。反対に、アバークロンビーの取った行動の殆どすべては疑問だらけだった。歴史家の間では、無能な指揮官として広くとらえられている。

### モンカルム
両軍の指揮官はまた、ヨーロッパの開けた平原の、比較的動きのとれる環境で軍人として育てられており、森林の多い土地での戦いは苦手だった。また、インディアンや、イギリス軍の補助部隊ロジャーズ・レンジャーズのように、ゲリラ戦を展開するのをどちらも好まなかったが、必要悪とみなしており、森林で行動するための先導役と見ていた。この戦争を通じて、フランスは、比較的少人数の軍を補うべく、インディアンの力を借りることがあったが、この戦闘でのインディアンの数はきわめて少なかった。モンカルムは概して、インディアンと彼らのやり方を好まなかった。
特にモンカルムは、奇策を打ち出せばもっと得るものがあったであろう。彼は明らかに、ジョージ湖北岸の上陸地点について詳しく調べようとしていなかった、そこでイギリス軍に勝つことも出来たのにだ。さらに、フランス軍は、数で上回るイギリス軍の力を削ぐため、森林に誘い出して戦うことも、連水経路で戦うこともできた。実は、カリヨン砦は連水経路に沿って建てられていたのだが、その選択肢をフランスが取らなかったことは、戦略上の失敗であると言える。ウィリアム・ネスターは、連水経路の最初の十字路でイギリス軍を叩いておけば、モンカルムは防御の準備にもう一日費やせたとしている。

### アバークロンビー
1911年、ジェームズ・ホールデンは、時代を問わず、アメリカやイギリスの作家は、アバークロンビーを表現するのに、このような言葉を使うと言及している。「低能」「臆病」「のろま」「老婆みたいにこせこせしている」

#### 準備不足
アバークロンビーの戦略への批判のまず最初は、総体的に、お粗末な頭脳を当てにしすぎたことである。彼のもとに届いた報告では、フランスのカリヨンでの戦力は6,000人である、そして援軍が3,000人来るとなっているが、この情報の出処は、脱走兵もしくは捕虜であった。アバークロンビーは、自ら斥候なり軽歩兵なりを送り込んで事実を調べるべきだった。仮に脱走兵や捕虜の情報が正確なものであったとしても、アバークロンビーの軍は数の上でモンカルム軍にまさっていたのである。アバークロンビーが頼りにした、その同じ報告には、カリヨン砦では物資が足りないともあり、これだと包囲戦で即座に戦いを終わらせることができたのである。

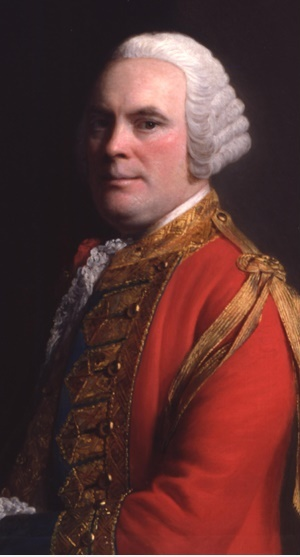
ジェームズ･アバークロンビー将軍

アバークロンビーの次なる戦略上のミスは、マシュー・クラークの分析を、明らかに過信したことだった。クラークは技師としての経験に乏しく、これが、フランスの防御を何度も読み違える事態を招いた。ここで明らかなのは、アバークロンビーがとにかく事を急いだこと、クラークの提案通りに、ガラガラヘビの丘に砦を築くこともしようとせず、なのに彼を非難することに努め、クラークの言う通りにしただけだと言い張った。クラークは戦闘での戦死傷者の一人であり、そのため、自らに対する非難から身を守ることができなかった。第44歩兵隊の大尉チャールズ・リーは、ガラガラヘビの丘で大砲を使う見込みについて、こう書いている。「ある丘は、特に我々の味方になりそうだった。その丘は命令した、即座に、この場所からの防衛線に、2台の小さな大砲をしっかりと据えるように、そうすればフランス軍は、自分たちの砦の胸堡からすぐに退散する（…）こんなことは想像さえしなかった、何かが（想像されたし）誰か一人の愚かな人物に何かがあったに違いない、その人物は、よだれかけをつけられ、鈴を持たされるほどにはたわけた人間ではなかっただろうが」
前線に大砲を持ちこまない決断は、アバークロンビーの最も重大な失策の一つであろう。大砲を使えば、逆茂木を巡らせた小道もひとっ飛びで、胸堡にも穴を開けられたのだ。
アバークロンビーは、更に、包囲戦の代わりとしての激戦もやろうとはしなかった。彼の軍は十分に数が足りていて、フランスの陣地を包囲に持ち込めたし、フランスの援軍が来てもやり過ごせたのである。

#### 戦術
アバークロンビーは、戦闘中の判断でも二つミスをしている。一つは、一次攻撃が押し寄せた後で、自分の選択した攻撃が功を奏しないと認めたことである。次々と兵を出すように命じて犠牲者を増やす代わりに、安全なところまで退却してから、別の行動を考えるべきだった。もう一つの失敗は、フランスの右翼に対して、側面攻撃の戦術をまるで考えていなかったことである。最低でもその戦術があったなら、フランスの防御を広げることができ、イギリス軍の攻撃側が、相手の防御の穴を探し出すことができたのである。事実、フランス軍は戦闘中に、イギリスの攻撃に対しての縦射の際、陣形を埋めるために二度民兵を送り込んだのである。
また、イギリス軍が組織だっていなかったため、効果的な指揮もできなかったことが証明された。経験を積んだ指揮官なら、ジョージ湖から上陸した時点で野営し、状況をよく見極めたうえで、フランスへの包囲戦を始めただろう。アバークロンビーは、彼の軍の一部の兵には驚くべきことに、ジョージ湖の南岸まで退却してしまったのである。他に筋の通った理由が見つからないため、ネスターは、将軍は混乱した末、そのような行動に出てしまったのだろうと主張している。

## その後のカリヨン砦

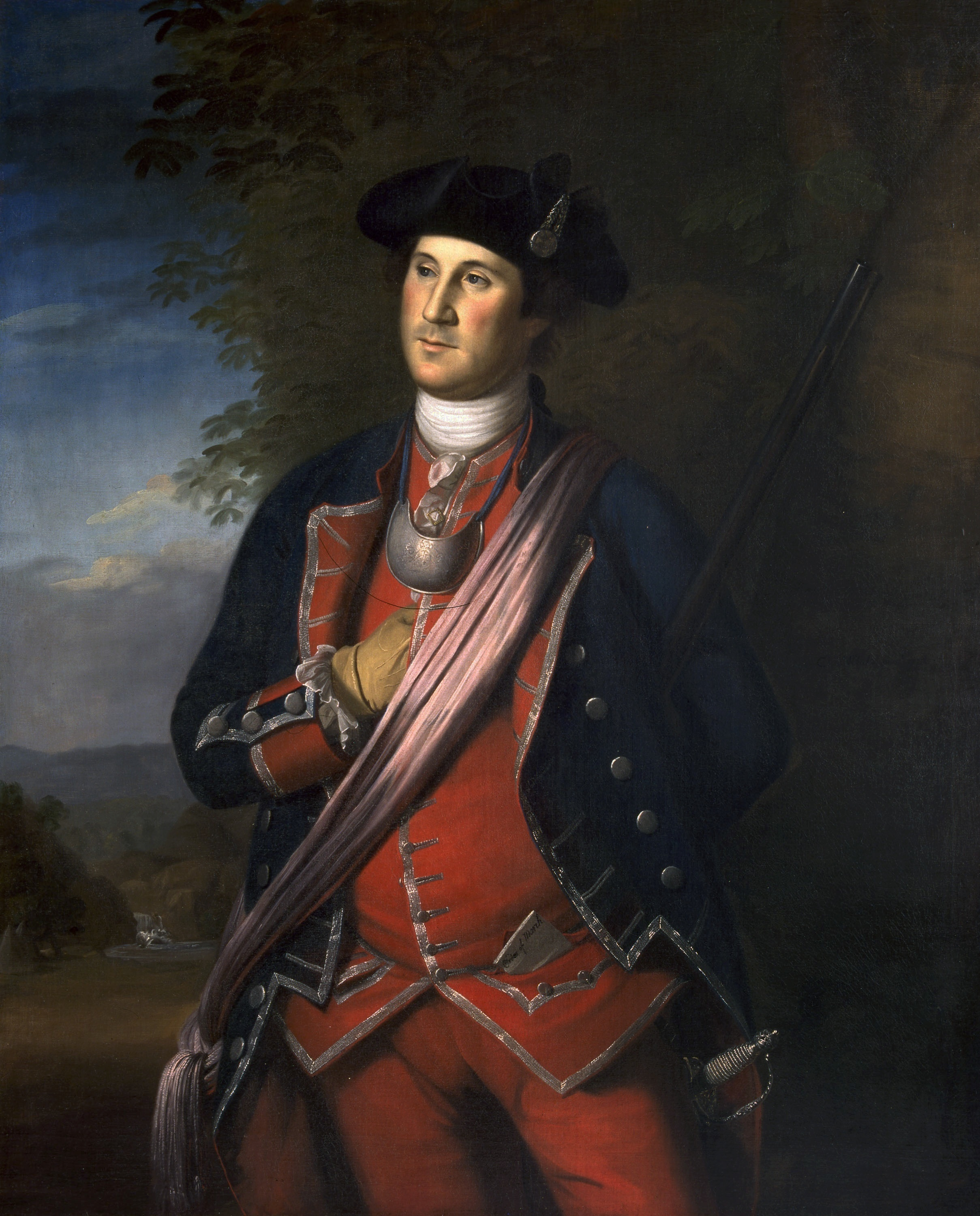
ジョージ・ワシントン

イギリスの奇襲から砦は守られたが、その後タイコンデロガと名を変えたカリヨン砦は、難攻不落の代名詞となった。砦は翌年、事実上イギリスの手に落ちたものの、その後の砦の駐屯部隊とその上級士官たちは、この砦の欠陥を詳しく知らず、難攻不落であるという魔力に屈することになる。1777年、アメリカ独立軍の将軍ジョン・バーゴインが、サラトガ方面作戦の初期にシャンプラン湖を渡った時、この砦を初めて見たジョージ・ワシントンが、その防御における価値を高く評価した。バーゴインの到着前に、防御の準備をしていたアンソニー・ウェインは、ワシントンにこの砦を「多くの兵の流血なしには、とても攻め落とせない」と書き送っている。しかしタイコンデロガ砦は、1777年の7月、さほど大きな戦闘もないまま降伏した。

## 関連書籍
- Fowler, William M. (2005), Empires at War: The French and Indian War and the Struggle for North America, 1754-1763, New York: Walker, ISBN 0802714110
- Jennings, Francis (1988), Empire of Fortune: Crowns, Colonies, and Tribes in the Seven Years War in America, New York: Norton, ISBN 0393306402
- Leckie, Robert (1999), A Few Acres of Snow, J. Wiley, ISBN 9780471246909, OCLC 39739622
- Twatio, Bill (August, 2006), “The battle at Fort Carillon: "what a day for France! What soldiers are ours!" Montcalm marvelled as he raised a great cross to celebrate a victory "wrought by God."”, Esprit de Corps